# Carl Pfläging
Carl Pfläging (Duitsland, Kassel, 12 januari 1839 – Nederland, Rotterdam, 12 mei 1904) was een Nederlands bariton van Duitse komaf.
Van zijn scholing is vrijwel niets bekend, maar hij deed zijn entree in de Nederlandse zangwereld rond 1869. Hij zong toen bij de Hoogduitse Opera in Rotterdam, dat onder leiding stond van zijn broer Jean Pfläging. Broer keerde in 1873 terug naar Duitsland en Carl volgde hem op als directeur. Van 1883 tot 1891 was hij directeur van het eerste amusementstheater in Rotterdam: "Place des Pays Bas" bekend onder de naam Plaats Doon aan de Kruiskade vernoemd naar Jacobus Doon. Op 4 maart 1891 brandde het etablissement af. Pfläging trok met zijn gezelschap naar de wintertuin van Tivoli Schouwburg en het Circusvariété op het Stationsplein. Met de diverse gezelschappen trok hij ook wel van stad naar stad, hij deed daarbij onder andere kermissen aan. Een van de leden van zijn gezelschap (Circus Pfläging) was Cesarina Prinz, latere echtgenote van Koos Speenhoff, die ook bij Pfläging optrad.
Hij was zoon van Wilhelm Pfläging en Anna Catherine Theis. Hij werd begraven op de Algemene Begraafplaats Crooswijk. Carl Pfläging was getrouwd met zangeres Wilhelmina Fredrika/Fridrike Ernestine Hradetzky uit Brno (Brünn, Dubbelmonacrhie Oostenrijk-Hongarije, 1845-Rotterdam, 1921). Zijn weduwe zette het gezelschap voort tot 1907 toen Henri ter Hall het overnam en die het in 1914 overdeed aan Marius Spree.
Zijn naam duikt regelmatig op als teruggekeken wordt op de ontwikkeling van de revue in Rotterdam.